# Olympische Sommerspiele 2020/Schwimmen – 200 m Freistil (Männer)

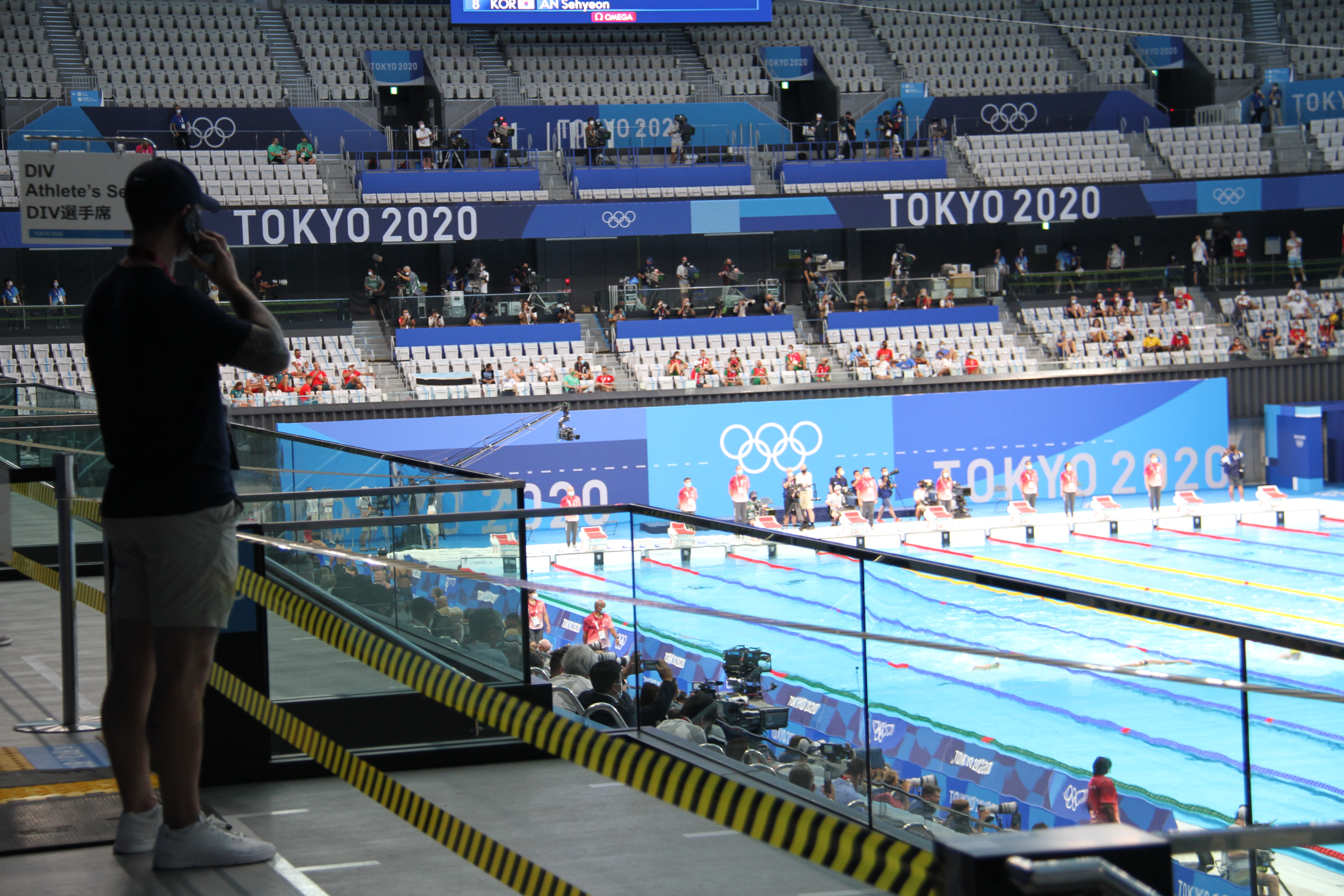
Schwimmwettkampf im Tokyo Aquatics Center bei den Olympischen Sommerspielen in Tokio

Der Schwimmwettkampf über 200 Meter Freistil der Männer bei den Olympischen Spielen 2020 in Tokio wurde vom 25. bis 27. Juli 2021 im Tokyo Aquatics Centre ausgetragen.

## Rekorde
Vor Beginn der Olympischen Spiele waren folgende Rekorde gültig.
| Weltrekord         | Paul Biedermann | 1:42,00 min | Rom, Italien  | 28. Juli 2009   |
| Olympischer Rekord | Michael Phelps  | 1:42,96 min | Peking, China | 12. August 2008 |

## Vorlauf

### Vorlauf 1
| Platz | Name              | Nation       | Zeit        | Anmerkung |
| ----- | ----------------- | ------------ | ----------- | --------- |
| 1     | Dimitrios Markos  | Griechenland | 1:49,16 min |           |
| 2     | Mikel Schreuders  | Aruba        | 1:49,43 min |           |
| 3     | Joaquín Vargas    | Peru         | 1:49,93 min | NR        |
| 4     | Mokhtar Al-Yamani | Jemen        | 1:49,97 min |           |
| 5     | Wesley Roberts    | Cookinseln   | 1:50,41 min |           |
| 6     | James Freeman     | Botswana     | 1:52,87 min |           |
| 7     | Audai Hassouna    | Libyen       | 1:56,27 min | NR        |

### Vorlauf 2
| Platz | Name                | Nation      | Zeit        | Anmerkung |
| ----- | ------------------- | ----------- | ----------- | --------- |
| 1     | David Popovici      | Rumänien    | 1:45,32 min |           |
| 2     | Velimir Stjepanović | Serbien     | 1:46,26 min |           |
| 3     | Jacob Heidtmann     | Deutschland | 1:46,73 min |           |
| 4     | Alexei Sancov       | Moldau      | 1:47,46 min |           |
| 5     | Denis Loktev        | Israel      | 1:47,68 min |           |
| 6     | Alex Sobers         | Barbados    | 1:48,09 min | NR        |
| 7     | Welson Sim          | Malaysia    | 1:49,24 min |           |
| 8     | Baturalp Ünlü       | Türkei      | 1:49,75 min |           |

### Vorlauf 3
| Platz | Name             | Nation             | Zeit        | Anmerkung |
| ----- | ---------------- | ------------------ | ----------- | --------- |
| 1     | Hwang Sun-woo    | Südkorea           | 1:44,62 min | NR        |
| 2     | Tom Dean         | Großbritannien     | 1:45,24 min |           |
| 3     | Stefano Ballo    | Italien            | 1:45,80 min |           |
| 4     | Townley Haas     | Vereinigte Staaten | 1:45,86 min |           |
| 5     | Nándor Németh    | Ungarn             | 1:46,19 min |           |
| 6     | Antonio Djakovic | Schweiz            | 1:46,37 min |           |
| 7     | Iwan Girjow      | ROC                | 1:47,11 min |           |
| 8     | Jonathan Atsu    | Frankreich         | 1:47,75 min |           |

### Vorlauf 4
| Platz | Name              | Nation         | Zeit        | Anmerkung |
| ----- | ----------------- | -------------- | ----------- | --------- |
| 1     | Fernando Scheffer | Brasilien      | 1:45,05 min | AR        |
| 2     | Duncan Scott      | Großbritannien | 1:45,37 min |           |
| 3     | Martin Maljutin   | ROC            | 1:45,50 min |           |
| 4     | Stefano Di Cola   | Italien        | 1:46,67 min |           |
| 5     | Jordan Pothain    | Frankreich     | 1:46,75 min |           |
| 6     | Ji Xinjie         | China          | 1:46,86 min |           |
| 7     | Robin Hanson      | Schweden       | 1:47,02 min |           |
| 8     | Dominik Kozma     | Ungarn         | 1:48,87 min |           |

### Vorlauf 5
| Platz | Name                | Nation             | Zeit        | Anmerkung |
| ----- | ------------------- | ------------------ | ----------- | --------- |
| 1     | Thomas Neill        | Australien         | 1:45,81 min |           |
| 2     | Danas Rapšys        | Litauen            | 1:45,84 min |           |
| 3     | Kregor Zirk         | Estland            | 1:46,10 min | NR        |
| 4     | Kieran Smith        | Vereinigte Staaten | 1:46,20 min |           |
| 5     | Katsuhiro Matsumoto | Japan              | 1:46,69 min |           |
| 5     | Lukas Märtens       | Deutschland        | 1:46,69 min |           |
| 7     | Elijah Winnington   | Australien         | 1:46,99 min |           |
| 8     | Murilo Sartori      | Brasilien          | 1:47,11 min |           |

## Halbfinale

### Lauf 1
| Platz | Name                | Nation             | Zeit        | Anmerkung |
| ----- | ------------------- | ------------------ | ----------- | --------- |
| 1     | Martin Maljutin     | ROC                | 1:45,45 min |           |
| 2     | David Popovici      | Rumänien           | 1:45,68 min |           |
| 3     | Fernando Scheffer   | Brasilien          | 1:45,71 min |           |
| 4     | Thomas Neill        | Australien         | 1:45,74 min |           |
| 5     | Townley Haas        | Vereinigte Staaten | 1:46,07 min |           |
| 6     | Stefano Di Cola     | Italien            | 1:47,19 min |           |
| 7     | Nándor Németh       | Ungarn             | 1:47,20 min |           |
| 8     | Velimir Stjepanović | Serbien            | 1:47,62 min |           |

### Lauf 2
| Platz | Name             | Nation             | Zeit        | Anmerkung |
| ----- | ---------------- | ------------------ | ----------- | --------- |
| 1     | Duncan Scott     | Großbritannien     | 1:44,60 min |           |
| 2     | Kieran Smith     | Vereinigte Staaten | 1:45,07 min |           |
| 3     | Danas Rapšys     | Litauen            | 1:45,32 min |           |
| 4     | Tom Dean         | Großbritannien     | 1:45,34 min |           |
| 5     | Hwang Sun-woo    | Südkorea           | 1:45,53 min |           |
| 6     | Stefano Ballo    | Italien            | 1:45,84 min |           |
| 7     | Antonio Djakovic | Schweiz            | 1:45,92 min |           |
| 8     | Kregor Zirk      | Estland            | 1:46,67 min |           |

## Finale
27. Juli 2021, 03:43 MEZ
| Platz | Name              | Nation             | Zeit        | Anmerkung |
| ----- | ----------------- | ------------------ | ----------- | --------- |
| 1     | Tom Dean          | Großbritannien     | 1:44,22 min | NR        |
| 2     | Duncan Scott      | Großbritannien     | 1:44,26 min |           |
| 3     | Fernando Scheffer | Brasilien          | 1:44,66 min | AR        |
| 4     | David Popovici    | Rumänien           | 1:44,68 min | NR        |
| 5     | Martin Maljutin   | ROC                | 1:45,01 min |           |
| 6     | Kieran Smith      | Vereinigte Staaten | 1:45,12 min |           |
| 7     | Hwang Sun-woo     | Südkorea           | 1:45,26 min |           |
| 8     | Danas Rapšys      | Litauen            | 1:45,78 min |           |